# 美加マドカ
美加 マドカ（みか まどか、1963年3月9日 - ）は、岐阜県岐阜市出身の元ストリッパー。1982年に神戸、新開地にあった『新劇ゴールド（現在は閉店）』にてデビュー。身長155cm・スリーサイズはB82・W59・H86、血液型はA型。

## 略歴
岐阜市内のキリスト教系の女子高を卒業し、喫茶店でウェイトレスなどの仕事をしている時にストリップ業界への誘いを受ける。1983年9月に写真誌、FOCUSで紹介されるなどして人気が出る。十日間の興業が客が入りきれなくて二十日間延長になるという前代未聞の状況も引き起こし、東京・大阪・神戸にファンクラブが誕生し、大学内にもファンクラブができ、全国各地に親衛隊が続々結成されストリップ劇場に押し掛けるなどしてアイドルストリッパー第1号と言われた。その年のうちにレッスンすることもなくレコーディング、1984年3月、歌手としてもデビュー、六本木にあった『SPATS（現在は閉店）』というライブハウスで『ドキッと歌手宣言！』と称してライブを行う。その後、独立して自分の事務所をつくり、1985年6月には女性二人、男性二人を加えた『マドカ一座』を旗揚げ、面白スーパーストリップと称して日本全国を回り連日満員の人気を博す。また、ミュージカルなどにも挑戦し、シアターアプルで上演されたりもして、「劇場だけでなく、キャバレー、雑誌のグラビア撮影、テレビやラジオ出演と寝る間もないほど仕事が続き、週のうち2日は徹夜してましたね。」と本人が語るほど、マスコミが注目する存在となった。
1988年、ジャズサックス奏者の坂田明プロデュースで2枚目のLPを出す。これに関してマドカは「前回は話題性だけの、いきなりのレコーディングの素人芸でしたが今度は本格的です。」というくらいの自信作であった。この頃から、次第に全国のライブハウスでのコンサートも多くなる。
深夜番組の『11PM（日本テレビ）』の性風俗部門でイレブン大賞を受賞する。
報知新聞（関東地区の駅売りの分のみ）でエッセイ『本日はセイテンなり』を連載していた。
美加マドカは「本番はやらない」を売りにするくらい、当時のストリップ界ではまな板ショーと称して、客を舞台に上げ、本番行為をさせることが常習化していた。
1989年5月、浅草ロック座にてゴールデンウィークの特別公演を最後に引退。引退の理由は「華のあるうちにやめたかった。」というのと「息子を身ごもったためです。相手は妻子ある男性で、私はシングルマザーの道を選びました。」と語っている。
現在は岐阜市の歓楽街、柳ヶ瀬でスナック『ティアラ』を経営している。開店直後は美加マドカの名を隠して営業していたという。しかし「開店10周年のとき。昔、音楽面で私をプロデュースしてくださったジャズサックス奏者の坂田明さんをお招きしたところ、『どうしてあんな有名人と知り合いなんだ？』ってことになり、美加マドカだったことを白状せざるを得なくなってしまったんです。」ということになった。それを機に定期的にディナーショーを開くようになり、「照明や音響はプロにお願いし、ゲストもお呼びしているのでショー自体は赤字です。でも、マドカもガンバってるな、と喜んでいただければ。」と語っている。
2013年8月11日、新宿の『シアターPOO』で『昭和ストリップノスタルジア 〜あの日の化粧前〜』と称してトークショウを行った。

## 出演

### 映画
- 美加マドカ 指を濡らす女（1984年、にっかつ）

### テレビドラマ
- 毎度おさわがせします2（1986年、TBS）第13回

### ビデオ
- 美加マドカ（1983年、日本ビデオ映像）

## ミュージカル
- Mystery 恋人たちの森 〜アナザー・コーラスライン〜（1986年、神ひろし演出）

## 書籍
- 小屋の女 美加マドカ-写真集と手記（1984年、池田書店）
- 生まれたまんま生きてきて（1988年、三一書房）

## 音楽

### シングル
| #                | 発売日           | A/B面            | タイトル         | 作詞             | 作曲             | 編曲             | 規格品番         |
| ビクター音楽産業 | ビクター音楽産業 | ビクター音楽産業 | ビクター音楽産業 | ビクター音楽産業 | ビクター音楽産業 | ビクター音楽産業 | ビクター音楽産業 |
| ---------------- | ---------------- | ---------------- | ---------------- | ---------------- | ---------------- | ---------------- | ---------------- |
| 1                | 1984年 3月       | A面              | いっちゃダメ!    | 亜木好美         | 尾関裕司         | 馬飼野康二       | SV-7368          |
| 1                | 1984年 3月       | B面              | Don't Touch Me   | 吉岡治           | 尾関裕司         | 信田かずお       | SV-7368          |